# Une femme de Tokyo
Pour plus de détails, voir Fiche technique et Distribution.
Une femme de Tokyo (東京の女, Tōkyō no onna) est un film japonais réalisé par Yasujirō Ozu, sorti en 1933.

## Synopsis
Le jeune Ryoichi croit que sa sœur Chikako travaille au noir comme traductrice en complément de son emploi de secrétaire. Il apprend qu'en fait, elle se prostitue pour lui payer ses études. Ryoichi est bouleversé ; frère et sœur ont une violente altercation. Ryoichi disparait dans la nuit.

## Fiche technique
- Titre français : Une femme de Tokyo[1]
- Titre français alternatif : La Femme de Tokyo
- Titre original : 東京の女 (Tōkyō no onna)[2]
- Réalisation : Yasujirō Ozu
- Scénario : Tadao Ikeda, Kōgo Noda[3]
- Photographie : Hideo Shigehara
- Cadreur : Yūharu Atsuta
- Décors : Takashi Kanasu
- Montage : Kazuo Ishikawa
- Société de production : Shōchiku
- Pays de production :  Empire du Japon
- Format : noir et blanc — 35 mm — 1,33:1 — son mono
- Genre : drame
- Durée : 47 minutes[2] (métrage : sept bobines - 1 275 m[4])
- Date de sortie : 
  - Empire du Japon : 9 février 1933[4]

## Distribution
- Yoshiko Okada : Chikako
- Ureo Egawa : Ryoichi, son frère
- Kinuyo Tanaka : Harue, la petite amie de Ryoichi
- Shin'yo Nara : Kinoshita, le frère de Harue
- Chishū Ryū : un journaliste
- Kenji Ōyama : un journaliste

## Autour du film
Dans une interview, Yasujirō Ozu déclare que son réalisateur préféré est Ernst Lubitsch. Le film projeté lors de la séance de cinéma à laquelle assistent Ryoichi (Ureo Egawa) et Harue (Kinuyo Tanaka) est Si j'avais un million (1932).